# Vårtörel
Vårtörel (Euphorbia cyparissias) är en växtart i familjen törelväxter. 